# Бургсмюллер, Ларс
Ларс Бургсмюллер (нем. Lars Burgsmüller; родился 6 декабря 1975 года в Мюльхайме-ан-дер-Руре, ФРГ) — немецкий теннисист; победитель двух турниров ATP (из них один в одиночном разряде).

## Общая информация
Ларс начал играть в теннис в шесть лет вместе со своими родителями. Отец — Райнер по профессии фармацевт, а мать — Ютта работал у него бухгалтером.

## Спортивная карьера
На юниорском уровне Бургсмюллер выступал с 1991 по 1993 год. В 1992 году он отметился выходом в полуфинал юниорского Ролан Гаррос. В том же году он впервые попробовал играть на взрослых турнирах. В январе 1994 года немец дебютировал в основных соревнованиях ATP-тура. В 1995 году ему впервые удалось пройти квалификацию на турнирах серии Большого шлема. Он сыграл на Открытом чемпионате Австралии, где вышел во второй раунд и навязал борьбу № 19 в мире Петру Корде, проиграв в пяти сетах. В феврале того же года он выиграл первый титул на более младшей серии «челленджер».
В марте 1996 года Бургсмюллер в качестве лаки-лузера сыграл на турнире в Санкт-Петербурге и смог выйти в полуфинал. Через год в марте 1997 года он следующий раз доиграл до полуфинала в основном туре — на турнире в Копенгагене. В 1998 году он победил на одном «челленджере» в Германии и дважды доиграл до четвертьфиналов в основном туре. В 1999 году он впервые прошёл через квалификацию на Открытый чемпионат США, где провёл два пятисетовых поединка и вышел во второй раунд.
В апреле 2000 года Ларс сыграл дебютный финал в Туре в парном разряде, сыграв в нём на турнире в Касабланке в паре с австралийцем Эндрю Пэйтнером. Улучшить свой пиковый результат на Больших шлемах удалось в 2001 году, когда Бургсмюллер выиграл три матча квалификации и два матча в основной сетке, пройдя по итогу в в третий раунд Открытого чемпионата Австралии. В феврале он два раза подряд доиграл до 1/4 финала и впервые обыграл теннисиста из топ-10 (на турнире в Дубае он нанес поражение № 8 в мире на тот момент Алексу Корретхе). Эти результаты позволили в возрасте 25 лет дебютировать в первой сотне рейтинга. На Ролан Гаррос он второй раз в карьере и в сезоне вышел в третий раунд в серии Большого шлема. В феврале 2002 года Бургсмюллер выиграл свой единственный одиночный титул в туре. Состав участников на турнире в Копенгагене оказался несильно представительным и по пути к финалу Ларс не сыграл ни с одним теннисистом из топ-100, а в решающем матче обыграл 96-го в мире Оливье Рохуса. После этого успеха он на две недели поднялся на пиковое для себя — 65-е место одиночного рейтинга. Летом неплохо сыграл на турнире в Штутгарте, пройдя в полуфинал и обыграв среди прочих № 13 в мире Густаво Куэртена. До конца 2002 года он смог выиграть ещё два «челленджера».
В 2003 году Бургсмюллер был вызван в сборную Германии на игры Кубка Дэвиса, однако он сыграл всего три матча, из которых выиграл один, а Германия с его участием оба раза проиграла. В мае 2004 года на турнире серии Мастерс, который состоялся в Гамбурге в первом раунде он смог обыграть пятую ракетку мира Райнера Шуттлера в трёх сетах, однако в следующем раунде уже покинул турнир. В июне на траве в Хертогенбосе смог достичь парного финала в дуэте с Яном Вацеком из Чехии. Осенью Бургсмюллер смог во второй раз в карьере сыграть в одиночном финале в Туре. Как и в предыдущий раз на пути к финалу турнира в Шанхае он не встретился с теннисистами из топ-100, а в решающем матче был разгромлен № 31 в мире Гильермо Каньясом. Осенью 2005 года ему удалось выиграть единственный титул в Туре и в парном разряде — на турнире в Хошимине в партнёрстве с Филиппом Кольшрайбером. В 2008 году завершил спортивную карьеру.

## Рейтинг на конец года
| Год  | Одиночный рейтинг | Парный рейтинг |
| 2007 | 426               | 258            |
| 2006 | 177               | 92             |
| 2005 | 141               | 106            |
| 2004 | 100               | 114            |
| 2003 | 76                | 300            |
| 2002 | 76                | 298            |
| 2001 | 83                | 407            |
| 2000 | 178               | 134            |
| 1999 | 134               | 289            |
| 1998 | 134               | 445            |
| 1997 | 165               | 276            |
| 1996 | 145               | 911            |
| 1995 | 162               | 916            |
| 1994 | 203               | 1157           |
| 1993 | 302               | 1118           |
| 1992 | 1097              |                |

## Выступления на турнирах

### Финалы турнировATPв одиночном разряде (2)

#### Победа (1)
| Титулы                     |
| -------------------------- |
| Турниры Большого шлема (0) |
| Итоговый турнир ATP (0)    |
| ATP Мастерс (0)            |
| АТР Gold (0)               |
| АТР International (1+1)*   |

| Титулы по покрытиям | Титулы по месту проведения матчей турнира |
| ------------------- | ----------------------------------------- |
| Хард (1)*           | Зал (1+1)                                 |
| Грунт (0)           | Зал (1+1)                                 |
| Трава (0)           | Открытый воздух (0)                       |
| Ковёр (0+1)         | Открытый воздух (0)                       |

* количество побед в одиночном разряде + количество побед в парном разряде.
| №  | Дата            | Турнир            | Покрытие   | Соперник в финале | Счёт    |
| 1. | 17 февраля 2002 | Копенгаген, Дания | Хард (зал) | Оливье Рохус      | 6-3 6-3 |

#### Поражение (1)
| №  | Дата           | Турнир        | Покрытие | Соперник в финале | Счёт    |
| 1. | 3 октября 2004 | Шанхай, Китай | Хард     | Гильермо Каньяс   | 1-6 0-6 |

### Финалы турниров ATP в парном разряде (3)

#### Победа (1)
| №  | Дата           | Турнир           | Покрытие    | Партнёр            | Соперники в финале          | Счёт           |
| 1. | 2 октября 2005 | Хошимин, Вьетнам | Ковёр (зал) | Филипп Кольшрайбер | Роберт Линдстедт Эшли Фишер | 5-6(3) 6-4 6-2 |

#### Поражения (2)
| №  | Дата           | Турнир                  | Покрытие | Партнёр       | Соперники в финале           | Счёт           |
| 1. | 16 апреля 2000 | Касабланка, Марокко     | Грунт    | Эндрю Пейнтер | Себастьян Грожан Арно Клеман | 6-7(4) 2-6     |
| 2. | 20 июня 2004   | Хертогенбос, Нидерланды | Трава    | Ян Вацек      | Мартин Дамм Цирил Сук        | 3-6 7-6(7) 3-6 |